# Muzeum Regionalne w Siedlcach
Muzeum Regionalne im. Mieczysława Asłanowicza w Siedlcach – swoją siedzibę ma w ratuszu miejskim, należy do niedużych, ale wyjątkowo ciekawych, aktywnie rozwijających się instytucji naukowo-badawczych. Można tutaj zgłębić dzieje regionu od czasów prehistorycznych, ale też smak dawnej polskiej kultury, poszerzyć wiedzę w zakresie wojskowości okresu międzywojennego, a nawet znaleźć prawdziwe unikaty, takie jak fragmenty słynnej niemieckiej rakiety V2.

## Historia Muzeum
Pierwszy regionalny ośrodek muzealny w Siedlcach powstał już u schyłku pierwszej dekady okresu międzywojennego. Uchwała Rady Miejskiej w Siedlcach z 1928 r. powołała Muzeum Ziemi Podlaskiej. Nowa placówka natychmiast zyskała wyjątkowe miejsce, przydzielono jej bowiem pomieszczenia Starego Ratusza. Już sam zabytkowy budynek stanowi wizytówkę architektoniczną miasta. Ufundowany przez Aleksandrę Ogińską XVIII-wieczny ratusz wzniesiono w latach 1766–1771. Łączy klasyczne piękno z nowoczesną technologią. Największe zainteresowanie wzbudza figura wieńcząca wieżę zegarową, przedstawiającą Atlasa dźwigającego kulę ziemską. Od figury zwanej „Jackiem” bierze się popularne miano ratusza. Wedle legendy imię to nosił lokaj Ogińskich, który pozował do rzeźby. Jednak nie tylko „Jacek” przyciąga wzrok. Został tu też zainstalowany (w 1784 r.) jeden z pierwszych w Polsce piorunochronów, ledwie 32 lata po wynalezieniu tego urządzenia przez Beniamina Franklina. Jest to, podobnie jak bardzo nowoczesny w swoim czasie kurant na wieży, kolejny znak postępowości księżnej Aleksandry.
Jako główna regionalna placówka muzealna w Siedlcach musiała podjąć zróżnicowaną działalność. Rozpoczęła zatem gromadzenie zabytków archeologicznych, archiwaliów i pamiątek historycznych, eksponatów geologicznych, zbiorów etnograficznych, wreszcie dzieł sztuki. Muzeum bez uszczerbku przetrwało pierwsze lata II wojny światowej. Niestety, w lipcu 1944 r. niemal wszystkie pieczołowicie kolekcjonowane obiekty muzealne strawił ogień w czasie pożaru budynku ratusza. Na drugą szansę siedleccy muzealnicy musieli czekać ponad 20 lat. W okresie powojennym regionalną placówkę reaktywowano dopiero w 1967 r. pod nazwą Muzeum Ziemi Podlaskiej. Od tej pory ponownie rozpoczęło działalność, i to nie tylko muzealniczą, ale również naukowo-badawczą i oświatową. Pozostało instytucją wielowydziałową, prowadzącą działalność w zakresie historii, archeologii, etnografii, historii sztuki, kulturoznawstwa, a ponadto – poza szczególnym pielęgnowaniem kultury i pamiątek regionalnych – zaczęło wykształcać własną specjalizację. Jest nią sztuka portretowa oraz malarstwo polskie i grafika pejzażowa XIX i XX w.
Choć Muzeum Regionalne w Siedlcach jest dziś niewielką placówką, to budynek Starego Ratusza nie wystarcza na pomieszczenie jego pokaźnej i bogatej kolekcji. Potrafi nieustannie rozwijać i unowocześnić ofertę programową. Podejmuje też liczne działania edukacyjne i promocyjne. Oprócz stałych i czasowych wystaw organizuje spotkania, wykłady, prelekcje, wykłady naukowe, konkursy i imprezy przyciągające naukowców, specjalistów i pasjonatów, ale i uczniów. Okresowo wygłaszane są tutaj wykłady historyczne na temat dziejów regionu lub tematyczne dotyczące np. wojskowości II Rzeczypospolitej czy najciekawszych eksponatów bądź wystaw czasowych. Szczególną okazją do spotkań w muzeum są rocznice odzyskania przez Polskę niepodległości. Stale organizowane są lekcje muzealne uzupełnione m.in. slajdami czy nauką prostych rzemiosł. Placówka może się pochwalić ponad 20 tematami takich lekcji. Udostępnia również bibliotekę z bogatymi materiałami na temat historii, archeologii, etnografii, sztuki, kultury, muzealnictwa, gromadzi też miejscową prasę.

## Oddziały
Oddziały muzeum:
- Muzeum Ziemiaństwa w Dąbrowie
- Muzeum Pożarnictwa w Kotuniu